# 亞當·帕拉塞卡
亞當·帕拉塞卡（1994年10月8日—）是一位捷克網球運動員。他主要參加ATP挑戰巡迴賽的賽事。在2015年澳大利亞網球公開賽上，他打入第二輪的賽事。